# Nuestra Señora de Andalucía (Julio Romero de Torres)
Nuestra Señora de Andalucía, originalmente llamada Andalucía, es una obra del pintor Julio Romero de Torres. El cuadro, aunque de temática profana, imita la estructura de retablo en la cual los personajes que lo componen representan distintos símbolos de Andalucía tales como la mujer andaluza, la copla, el baile y la música.
La obra fue presentada a la Exposición Nacional de Bellas Artes de 1908. Actualmente se conserva en el Museo Julio Romero de Torres.

## Descripción de la obra
En primer término, se encuentran cinco personajes colocados siguiendo una estructura piramidal. En el centro destaca una mujer vestida de blanco, representada por María la sastra, que simboliza a la mujer andaluza. A su izquierda, una mujer arrodillada sostiene parte del mantón blanco que llevaba la figura central. Esta mujer, representada por la cantante Carmen Casena, es la simbolización del cante. En el lado contrario, a la izquierda de la joven de blanco, se encuentra otra mujer arrodillada que, representada por la bailaora llamada La Cartulina, simboliza el baile. Tras ella se halla un hombre, representado por Junillo el chocolatero, de pie, con sombrero cordobés y portando una guitarra en la mano, simbolizando a la música. El personaje de la esquina inferior derecha es una autorretrato del pintor. Los cinco personajes miran hacia el espectador.
En el fondo, a lo lejos, puede apreciarse una vista ficticia de la ciudad de Córdoba. A la izquierda se muestra una escena con dos personas frente a una sepultura y a la derecha otra escena con dos enamorados besándose, siendo estas escenas una alegoría de Tánatos y Eros.